# Two of a Kind (album)
Two of a Kind è il sesto album in studio collaborativo dei cantanti statunitensi Porter Wagoner e Dolly Parton, pubblicato nel 1971.

## Tracce
Side 1
1. Oh, the Pain of Loving You – 2:05 (Dolly Parton, Porter Wagoner)
2. Possum Holler – 2:14 (Dallas Frazier)
3. Is It Real? – 2:51 (Parton)
4. The Flame – 2:54 (Parton)
5. The Fighting Kind – 2:30 (Parton)

Side 2
1. Two of a Kind – 2:35 (Parton, Wagoner)
2. All I Need Is You – 3:06 (Betty Jean Robinson)
3. Curse of the Wild Weed Flower – 2:20 (Parton, Louis Owens)
4. Today, Tomorrow and Forever – 2:40 (Bill Owens)
5. There'll Be Love – 2:35 (Parton, Wagoner)